# Niedzieliska
Niedzieliska este o arie protejată (sit de importanță comunitară — SCI) din Polonia întinsă pe o suprafață de 17,86 ha, integral pe uscat.

## Localizare
Centrul sitului Niedzieliska este situat la coordonatele 50°41′32″N 23°04′23″E / 50.6921°N 23.0731°E.

## Înființare
Situl Niedzieliska a fost declarat sit de importanță comunitară în septembrie 2006 pentru a proteja 1 specie de plante.

## Biodiversitate
Situată în ecoregiunea continentală, aria protejată conține 2 habitate naturale: Formațiuni de Juniperus communis pe lande sau pajiști calcaroase, Pajiști uscate seminaturale și facies de acoperire cu tufișuri pe substraturi calcaroase (Festuco-Brometalia) (* situri importante pentru orhidee).
La baza desemnării sitului se află o specie protejată de  plante: papucul doamnei (Cypripedium calceolus).